# Camino Natural de Anaga - Chasna
El Camino Natural de Anaga - Chasna es un itinerario perteneciente a la Red de Caminos Naturales de España, un proyecto desarrollado por el Ministerio de Agricultura, Pesca y Alimentación, que se encarga de la recuperación de antiguas infraestructuras relacionadas con el transporte y la comunicación, que actualmente se encuentran en desuso o en estado de abandono, para su uso senderista y ciclista.
Este Camino Natural atraviesa la isla de Tenerife entre espacios forestales y las cumbres de la isla. También conocido como GR-131, comienza en el macizo de Anaga, en el noroeste de la isla, y llega hasta Arona.

## Localización
Este itinerario recorre gran parte de la isla de Tenerife, que es la más grande y alta de las Islas Canarias. Cuenta la isla con una gran cantidad de espacios protegidos, en total 43. Con 93 kilómetros de recorrido, atraviesa prácticamente la isla de norte a sur, y coincide con el GR-131 que discurre por cinco de las siete islas que forman el archipiélago.

## Descripción por tramos

#### Tramos habilitados
Este Camino se divide en varias etapas, cada una determinada por su vegetación:

##### Tramo entre La Esperanza y La Caldera
La primera etapa de este Camino consta de 30 kilómetros y discurre casi en su totalidad por pistas forestales, con escaso desnivel, rodeados de pinos canarios y bosques de laurisilva. Comienza en la plaza del Adelantado de La Esperanza, capital de El Rosario, y continúa por el bosque que lleva el mismo nombre, que se ha convertido en un parque urbano. Durante los 23 primeros kilómetros el trayecto discurre por el paisaje protegido de Las Lagunetas, dentro de la dorsal Pedro Gil. El paisaje está dominado en este tramo por el pino radiata y el canario, y el suelo se encuentra bañado por laurisilva.
A la altura del primer kilómetro hay un desvío que lleva a un área recreativa y al mirador de La Vica. Si se continúa por el Camino, el trazado alterna pistas forestales con sendas hasta que llega a otro área de descanso, Siete Fuentes, aquí comienza un ascenso más exigente, haciendo un zigzag entre pinos y brezos. Cuando se alcanza la parte más alta se pasa entre barrancos y bosques, donde se puede vislumbrar el pico más alto de la isla, el Teide. Una vez atravesado este tramo, comienza el descenso que devuelve al viajero a la pista forestal y lleva a la Casa del Agua, lugar donde llegaba el agua canalizada de manantiales en la antigüedad. Tras pasar por el área de descanso de Pedro Gil se llega por una pista al área recreativa de La Caldera, muy cercana a Aguamansa.

##### Tramo entre La Caldera a El Portillo
Desde La Caldera comienza el segundo tramo, de unos 14 km, que termina a los pies del Teide. Comenzando la etapa destacan las vistas del Valle de La Orotava y de la isla de La Palma. Casi la totalidad de este tramo discurre por el Parque Natural de la Corona Forestal, que rodea el Parque Nacional del Teide, uno de los lugares donde existe la mejor muestra de vegetación del alta montaña y pinares de la isla. Atraviesa varios barrancos hasta adentrarse en un bosque con brezos muy densos. En esta parte el Camino está indicado junto a la vallas de las fincas particulares y el trazado está rodeado de helechos.
Tras llegar al área de descanso de El Pino o Fuente del Dornajito, el paisaje torna y empiezan a aparecer la faya, el brezo, o el madroño canario. Conforme se asciende se llega a un denso pinar con matorral como la retama del Teide y el codeso, para acabar de forma brusca justo en la subida hasta el centro de visitantes de El Portillo.

##### Tramo de El Portillo a El Parador de las Cañadas del Teide
Partiendo de El Portillo, este tramo de unos 16 km, va por el Camino Real de Chasna, una vía utilizada en tiempos de los guanches para comercio. El Camino Natural sigue este sendero rodeado de flora endémica como la retama, el alhelí del Teide, el tajinastre rojo y la hierba pajonera. Recorre en primer lugar el Circo de Las Cañadas, una imponente caldera de 17 kilómetros de diámetro sobre la que está el volcán.
En esta etapa se pueden ver formaciones rocosas como La Palmera y El Palomar, junto a cañadas, como la de Diego Hernández, denominada así por servir de refugio al último pastor de la zona. También se encuentra en la parte final del tramo la Cañada del Topo de la Grieta, donde se pueden ver asentamientos guanches reutilizados por pastores locales, y la Cañada del Montón de Trigo, donde la lava seca forma lagos en invierno. Aquí, el viajero puede elegir entre seguir por la pista hasta el Parador Nacional de Turismo y la ermita de Las Nieves o continuar hacia la Degollada de Guajara.

##### Tramo de El Parador de las Cañadas del Teide a Vilaflor
Desde el Parador se sale por la pista de las Siete Cañadas, subiendo hacia la Degollada de Guajara, donde se puede disfrutar de las vistas de la formación de El Capricho y de la panorámica del Circo de Las Cañadas del Teide, de Pico Viejo, Montaña Blanca y del propio Pico del Teide.
Tras pasar el colla comienza un descenso por la pared volcánica, donde la flora existente es la autóctona de las cumbres del volcán, como la retama, la hierba pajonera, el alhelí del Teide, el codeso de cumbre y el rosalillo. La baja alterna pinares y matorral, pasando por las ruinas de la conocida como Casa de Marrubial.
El Camino continúa su descenso hasta Vilaflor, el pueblo situado a mayor altura en Canarias, 1.400 metros, por un camino empedrado y bordeado por muros de piedra. En este pueblo se sitúa el pinar más antiguo de Canarias. Ya en la localidad, el sendero lleva al viajero hasta la plaza de San Pedro, donde se encuentra su iglesia homónima, y finaliza el tramo.

##### Tramo de Vilaflor a Arona
El punto de partida de éste último tramo es la iglesia de San Pedro en Vilaflor, desde donde se sube por una carretera hasta la ermita San Roque, donde poder ver una panorámica del sur de la isla y el pueblo. Continuando la ruta se llega a un pinar y se asciende hasta entrar en el Parque Natural de la Corona Forestal, concretamente en la zona llamada Las Carujas, donde se transformaba la leña en carbón.
Aquí comienza una bajada que llevará al viajero por el Paisaje Protegido Ifonche, pasando por tierras de cultivo y el puente Guayero, que salva el barranco de Las Goteras. Según se avanza hasta la base del Roque Imoque, el Camino Natural entra ahora en la Reserva Natural Especial del Barranco del Infierno, punto desde el que se pueden ver las islas de La Palma y La Gomera y las poblaciones de Adeje y Los Cristianos. Se afronta ahora el último tramo del Camino, donde domina también ahora el Roque del Conde, que alberga en su cima grabados de los primeros pobladores de las islas.
Siguiendo por el barranco de El Rey se llega al barrio de Vento de Arona y a su plaza de la Salud, lugar de ubicación del Ayuntamiento y la iglesia y punto y final del Camino Natural.

## Otros datos de interés

#### Parque Nacional del Teide
Situado en el centro de la isla, el Parque Nacional es Patrimonio Mundial por la UNESCO desde 2007. Cuenta con una altitud media de 2000 metros sobre el nivel del mar y en él se encuentra el pico más alto de España, que da nombre al parque, el Teide, con 3.718 metros, además de una de las mejores muestras del ecosistema volcánico de alta montaña.
Su teleférico llega hasta la base del Pico, a 3.555 metros, aquí se encuentra la estación La Rambleta, donde está el antiguo cráter. Desde ahí, hasta la cumbre del volcán, la única opción es la senda de “Telesforo Bravo”, que necesita de permiso previo de las oficinas del Parque para poder transitarla. Desde la sombra del Pico salen dos caminos, en que va al Mirador del Pico Viejo y el del Mirador de La Fortaleza, que sube por la ladera del Teide y llega hasta su cráter, con 80 metros de diámetro, desde donde es posible ver al resto de las islas del archipiélago.
La biodiversidad que se puede encontrar en el Parque es única, contando con una flora muy rica en endemismos a lo que se une las formaciones geológicas de la zona, como la caldera de 16 km de diámetro en su lado mayor, una de las más grandes del mundo, y donde se formó el estratovolcán.
A lo largo de su historia, las erupciones del Teide han marcado el relieve y la orografía de la isla. En la falta del volcán se encuentran las Cañadas del Teide donde se pueden observar grandes ríos de lava petrificada. A lo largo del Parque hay gran cantidad de cráteres, chimeneas, conos y coladas de lava, que forman un ecosistema muy variado.